# Zdeněk Vítek
Zdeněk Vítek (* 25. července 1977 Vrchlabí) je bývalý český biatlonista, držitel bronzové medaile ze sprintu na mistrovství světa 2003. Od roku 2014 působí jako biatlonový trenér.

## Soukromý život
V Jilemnici chodil do sportovní školy. Na Fakultě sportovních studií Masarykovy univerzity v Brně vystudoval trenérství a tělesnou výchovu.
V roce 2016 se oženil s Kristýnou, sestrou biatlonisty Adama Václavíka. S manželkou žije v Jilemnici.

## Sportovní kariéra
Jeho největším úspěchem je bronzová medaile ze sprintu na mistrovství světa 2003 v Chanty-Mansijsku. Je také mistrem Evropy v individuálním závodě z roku 2000, v roce 2008 na ME v Novém Městě na Moravě vybojoval pro českou štafetu bronz. V roce 2004 se stal mistrem světa ve sprintu a stíhacím závodě na MS v letním biatlonu v Osrblie. Vyhrál jeden závod SP v Hochfilzenu 2002.
Závodní kariéru ukončil po olympijské sezóně v lednu 2014 kvůli vleklým bolestem zad. Ve stejném roce se stal trenérem reprezentačního družstva ženského biatlonu. V letech 2018-2020 pak vedl mužskou reprezentaci.

## Výsledky

### Olympijské hry a mistrovství světa
| Sezóna | Akce | Místo           | IZ  | SP  | SZ  | HZ  | ŠT  |
| ------ | ---- | --------------- | --- | --- | --- | --- | --- |
| 1997   | MS   | Osrblie         |     |     |     |     | 15. |
| 1998   | MS   | Pokljuka        |     |     | 43. |     |     |
| 1998   | ZOH  | Nagano          |     | 51. |     |     | 14. |
| 1999   | MS   | Kontiolahti     | 50. | 23. | 45. |     | 15. |
| 2000   | MS   | Oslo            | 23. | 36. | 35. |     | 7.  |
| 2001   | MS   | Pokljuka        | 26. | 23. | 10. | 24. | 14. |
| 2002   | ZOH  | Salt Lake City  | 57. | 14. | 17. |     | 5.  |
| 2003   | MS   | Chanty-Mansijsk |     | 3.  |     | 7.  | 6.  |
| 2005   | MS   | Hochfilzen      |     | 62. |     |     | 11. |
| 2006   | ZOH  | Turín           | 22. | 10. | 16. | 22. | 6.  |
| 2007   | MS   | Anterselva      | 54. |     |     |     | 5.  |
| 2008   | MS   | Östersund       | 7.  | 23. | 16. |     | 7.  |
| 2009   | MS   | Pchjongčchang   | 29. | 48. | 28. |     | 10. |
| 2010   | ZOH  | Vancouver       | 67. | 28. | 38. | x   | 7.  |

### Umístění ve Světovém poháru
- 1997/1998: 58. místo
- 1998/1999: 62. místo
- 1999/2000: 34. místo
- 2000/2001: 16. místo
- 2001/2002: 24. místo
- 2002/2003: 16. místo
- 2004/2005: 58. místo
- 2005/2006: 36. místo
- 2006/2007: 35. místo
- 2007/2008: 35. místo
- 2008/2009: 48. místo
- 2009/2010: 92. místo
- 2010/2011: 70. místo